# Ян Ванланґендонк
Ян Ванланґендонк (нар. 10 січня 1960) — колишній бельгійський тенісист.
Найвищу одиночну позицію світового рейтингу — 191 місце досяг 4 лютого 1985, парну — 166 місце — 26 листопада 1984 року.

## Титули на челленджерах

### Парний розряд: (1)
| Рік  | Турнір           | Покриття | Партнер     | Суперники                | Рахунок  |
| ---- | ---------------- | -------- | ----------- | ------------------------ | -------- |
| 1985 | Остенде, Бельгія | Ґрунт    | Ален Брішан | Массімо Сієрро Іван Клей | 6–2, 6–2 |